# Aeroporto di Bacău
L'Aeroporto di Bacău (IATA: BCM, ICAO: LRBC), intitolato a George Enescu, è un aeroporto situato a Bacău, nella Romania orientale. È anche la sede della 95ª base aerea dell'Aeronautica militare rumena.

## Storia
L'Aeroporto fu inaugurato il 1º aprile 1946 sia come trasporto passeggeri che come trasporto merci. Con una pista lunga 2.500 metri e una superficie complessiva di 200 ettari è il più grande aeroporto dell'est della Romania. e il 30 dicembre 1975 fu dichiarato internazionale da un decreto presidenziale, decisione confermata nel 2002. Nel 2005 fu ingrandito e modernizzato e le compagnie operanti passarono da una a tre, per poi tornare a due con l'abbandono della TAROM. Dal gennaio 2010 la gestione passò dal consiglio provinciale alla società privata Blueaero S.R.L..
Al 2014 l'unica compagnia aerea ad operarvi è Blue Air. Durante l'estate anche la compagnia Air Bucharest opererà un volo charter verso Adalia.
Nel 10 ottobre 2022 Blue Air sospende tutti i voli e dichiara il fallimento, lasciando così la parte civile dell'aeroporto in disuso 

## Sviluppo
L'incremento dei passeggeri negli ultimi anni è stato costante, passando dai 144.323 del 2007 agli oltre 320.000 previsti per il 2011
| Anno |            |          |
| Anno | Passeggeri | Sviluppo |
| ---- | ---------- | -------- |
| 2010 | 240 767    | 18.6%    |
| 2009 | 195 952    | 38.7%    |
| 2008 | 119 657    | 4.4%     |
| 2007 | 114 323    |          |

## Collegamenti con Neamț
È raggiungibile da Neamț sia tramite bus di linea che da una navetta per il centro della città.